# Rhapis micrantha
Rhapis micrantha är en enhjärtbladig växtart som beskrevs av Odoardo Beccari. Rhapis micrantha ingår i släktet Rhapis och familjen Arecaceae. Inga underarter finns listade i Catalogue of Life.